# Barbara Pietrzak
Agnieszka Barbara Pietrzak, née Przybysz, (18 juin 1944 -) est une radio-journaliste et espérantiste polonaise.

## Biographie
Barbara Pietrzak nait le 18 juin 1944 à Varsovie, en Pologne, de Stefan Przybysz, chimiste, et Władysława Przybysz, née Szewczak, enseignante.
Elle grandit et étudie à Varsovie, d’abord à l’école Stefan Starzyński (1951-1958), puis au lycée Maria Curie-Skłodowska (1958-1962). Elle apprend le polonais et la pédagogie à la faculté de Varsovie (1963-1965). 
En 1965, elle épouse l’historien Marek Pietrzak, avec qui elle aura en 1966 une fille : Ina Pietrzak. Elle devient veuve au décès de son mari en 1968.
Elle travaille pendant près de quarante ans à la Polskie Radio, de 1968 jusqu’à sa retraite en 2007.